# Rio Alpercatas
O rio Alpercatas é um rio brasileiro que banha o estado de Maranhão.
Nasce no Parque Estadual do Mirador, no município de Formosa da Serra Negra, banhando os municípios de Mirador, Tuntum,Fernando Falcão e desaguando em Colinas, na margem esquerda do rio Itapecuru.
Percorre aproximadamente 200 km, sendo o maior afluente do rio Itapecuru e o que contribui com o maior volume de água.
1. 1 2  Santana, Jucey (7 de outubro de 2015). «Blog da Jucey Santana: O RIO ITAPECURU». Blog da Jucey Santana. Consultado em 18 de outubro de 2018. Cópia arquivada em 19 de outubro de 2018